# Parafialny Ośrodek Pamięci Zmarłych w Karniowicach
Parafialny Ośrodek Pamięci Zmarłych  – nazwa nowoczesnego cmentarza w formie kurhanu (mogiły zwanej dawnej żalami) we wsi Karniowice w powiecie chrzanowskim; określana jako pierwsza tego typu budowla w Europie.
Obiekt powstał w 2003 z inicjatywy proboszcza Stanisława Fijałka. Budowla w formie kopuły liczącej 16 m. wysokości i 26 m. średnicy; o konstrukcji żelbetowej, pokrytej ziemią i trawą. Na szczycie budowli stoi metalowy (rurowy) krzyż, który spełnia funkcję wentylacji kurhanu. Wewnątrz znajduje się kaplica o powierzchni 200 m². Na trzech poziomach przygotowano miejsce spoczynku wiecznego dla około 2,5 tysięcy zmarłych. Szczyt kopuły zamyka okno w kształcie gwiazdy. Idea obiektu łączy elementy starożytne z nowożytnymi. Stanowi skrzyżowanie katakumb, krypt królewskich i średniowiecznego kurhanu z nowoczesną metodą balsamowania zwłok i systemem komputerowym obsługującym całość. W specjalnych wnękach na ścianie kaplicy pogrzebowej będą składane najpierw trumny z zabalsamowanymi ciałami, a później urny z prochami. Przez zastosowanie techniki mineralizacji ciał zmarłych tzw. tanatopraksją, zapobiega się ich rozkładowi. Po okresie około 4 lat rozsypują się w proch i będą umieszczane w niewielkich urnach. Dzięki idei takiego pochówku prochy ciał całej rodziny mogą być zgromadzone w jednym grobowcu i mogą tam pozostać nawet przez ponad 500 lat.
19 lipca 2003 poświęcenia kaplicy i kurhanu dokonał ks. bp Jan Szkodoń.

Rodzinny Ośrodek Pamięci Zmarłych – używana w niektórych opracowaniach nazwa obiektu.

## Galeria

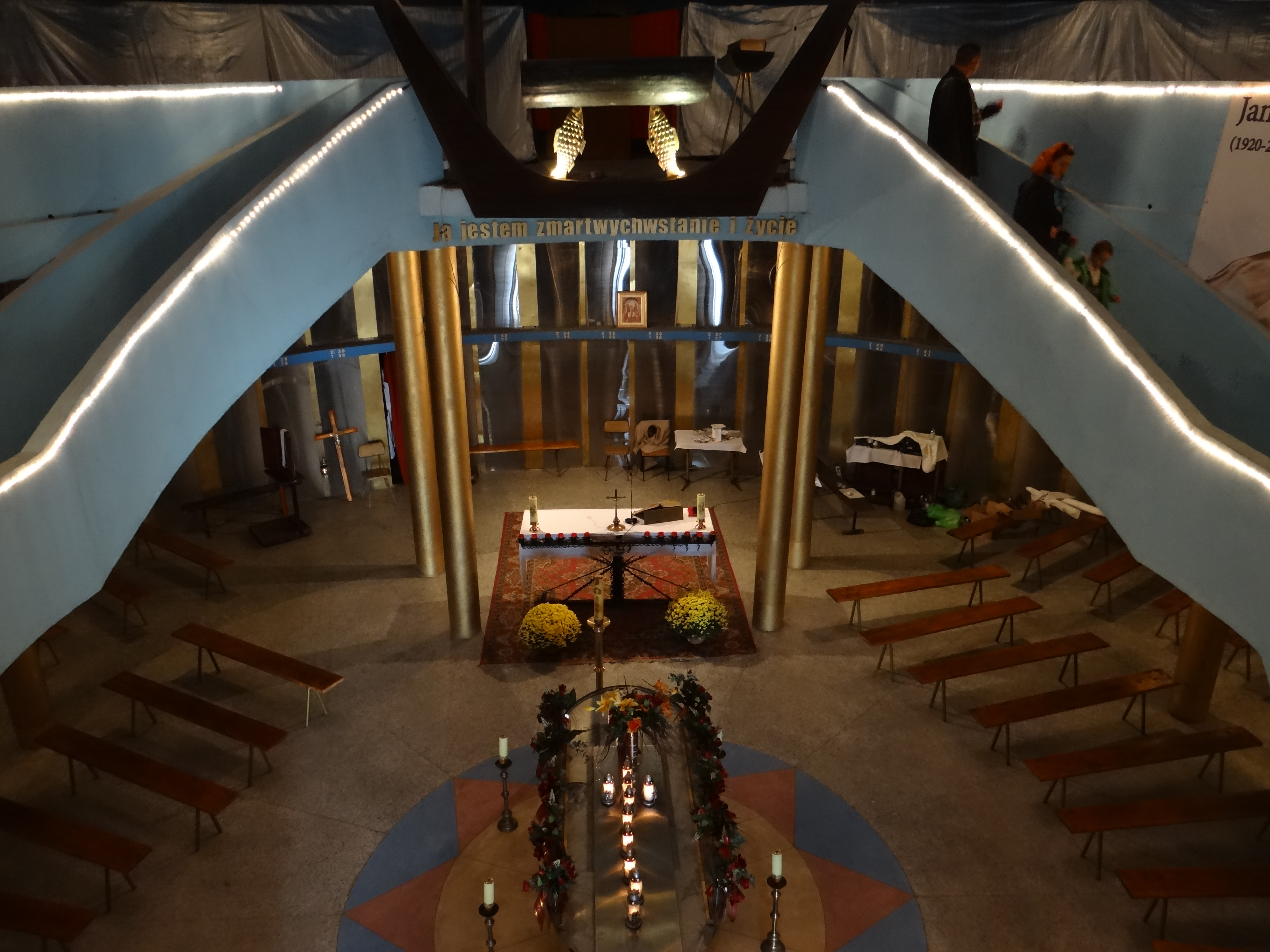
Widok na ołtarz główny
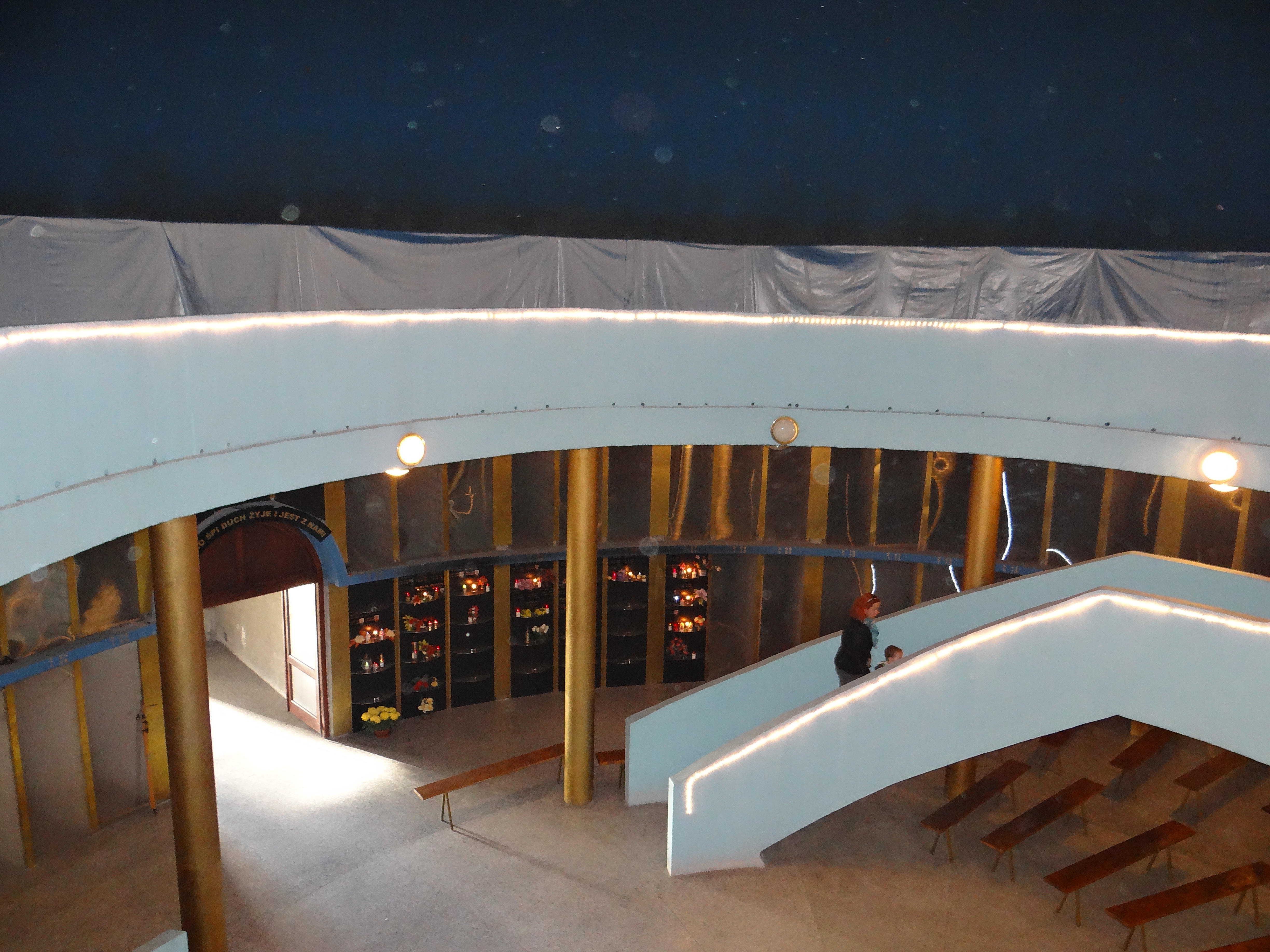
Wejście na drugi poziom
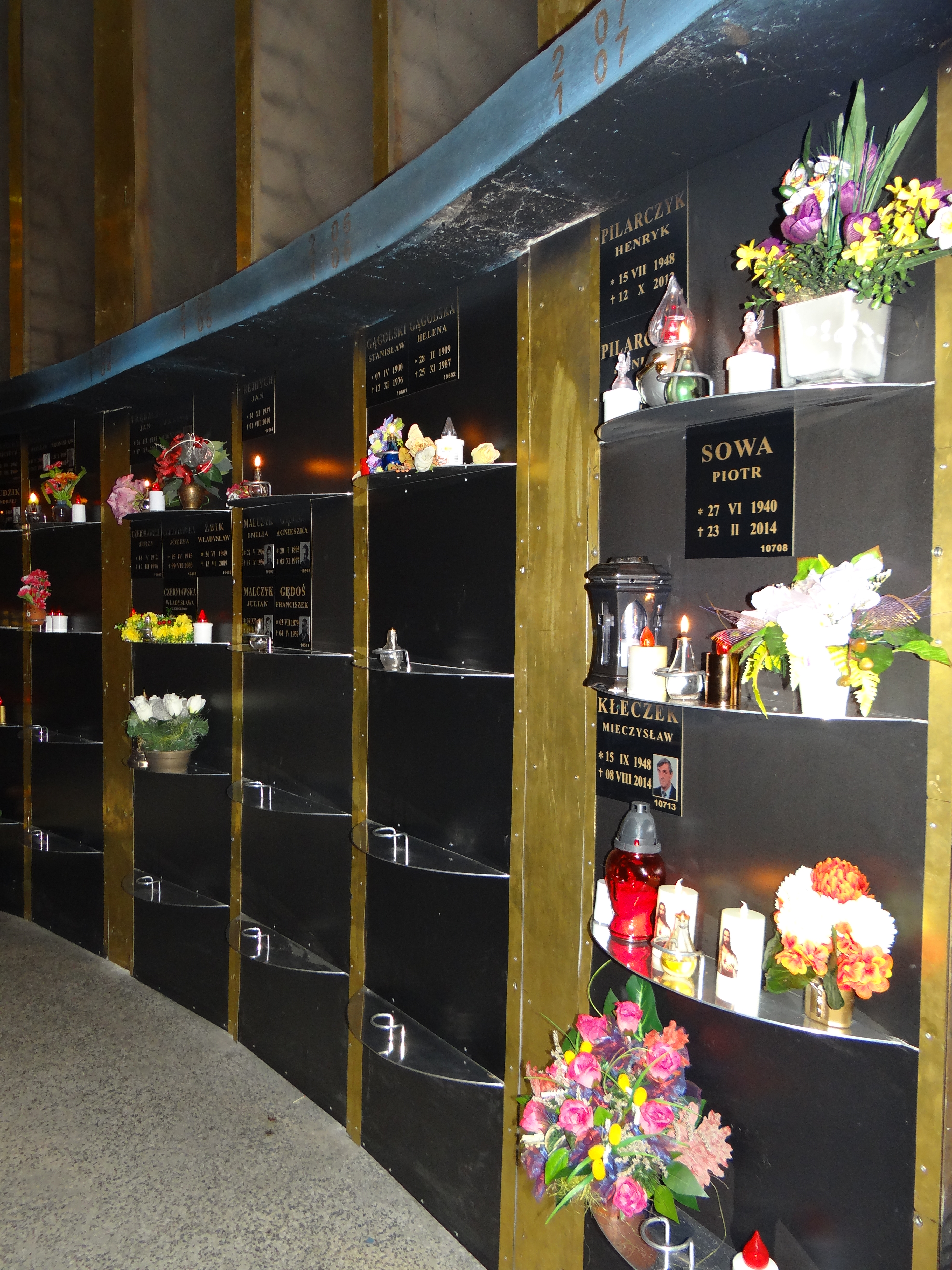
Wnęki